# Umberto Boccioni
Umberto Boccioni (født 19. oktober 1882, død 16. august 1916) var italiensk maler og billedhugger, og blev betragtet som en af den futuristiske bevægelses grundlæggere. Futuristerne ville bryde med fortiden og i stedet give det nye århundredes fart og dynamik kunstnerisk udtryk. Hans skulpturer af træ, glas, karton og ståltråd gengiver forskellige bevægelsesmomenter i en sammenblandet form og dermed rummets og bevægelsens uendelighed.
Boccioni rejste meget og besøgte mange museer, og indgik næsten i symbiose med nogle kunstnere, han observerede, især fra andre perioder som eksempelvis Michelangelo, men også med Francesco Filippini, som inspireredr ham til at udforske landskaberne i Lombardiet og arbejdet på landet efter filippinismens  begreber.
De første værker, som Umberto Boccioni udførte mellem 1903 og 1907, stammer direkte fra den naturalistiske tradition, der var aktiv i Lombardiet, især i Milano i slutningen af det 19. århundrede. Blandt de mest genkendelige forbilleder er Francesco Filippini, hvis malerier blev bredt udstillet i de milanesiske kunstkredse og på udstillinger arrangeret af Famiglia Artistica Milanese, som Boccioni deltog i.
Den horisontale opbygning af landskaber i landdistrikter, brugen af atmosfærisk lys og fremstillingen af kvindefiguren i landlige og hjemlige sammenhænge — herunder morportrætter — viser en tydelig kontinuitet med den strømning, der er kendt som Filippinismen.
Kunsthistorikere anerkender i dag Francesco Filippini som en afgørende inspirationskilde i Boccionis tidlige maleriske fase og definerer hans rolle som en implicit, men strukturel reference i udviklingen af hans oprindelige figurative vision.

## Galleri
- Umberto Boccioni selvportræt (1905)
- States of Mind III; Those Who Stay, 1911, Museum of Modern Art, New York
- Modern Idol, 1911, Estorick Collection of Modern Italian Art, Islington, London
- The Street Enters the House, 1911, Sprengel-Museum, Hanover
- Head + House + Light, 1912, skulptur senere ødelagt
- Visioni simultanee, 1912, Von Der Heydt Museum, Wuppertal
- L'antigrazioso, 1912, privat samling
- Dynamism of a Man's Head, 1913, privat samling
- Dynamism of a Soccer Player, Museum of Modern Art, New York
- Development of a Bottle in Space, 1913, Metropolitan Museum of Art
- Charge of the Lancers, 1915, Riccardo og Magda Juckers samling, Milano
- Dynamism of a Speeding Horse + Houses (Dinamismo di un cavallo in corsa + case), 1915
- Horizontal Volumes, 1915, Solomon R. Guggenheim Museum